# La rosa de los vientos (película)
La rosa de los vientos es una película dramática del director chileno Patricio Guzmán estrenada en 1983.
Es una coproducción de España, Venezuela y Cuba. 
El guion fue escrito originalmente en español. 
Fue filmada en color.
Participó en el 13.er Festival Internacional de Cine de Moscú.

## Sinopsis
En la selva amazónica, un explorador procedente de tierras lejanas se halla en incansable búsqueda de reliquias de la era pre-colombina. Le mueve la ambición por enriquecerse, así como una gran curiosidad y pasión por esa cultura tan diferente a la suya. A medida que se interna en la selva, sin embargo, estas convicciones empiezan a llevarle a un callejón sin salida, cuando no a perder el sentido de la lógica e incluso la cordura. El encuentro con los indígenas del lugar acabará provocando en él una confusión aún mayor.

## Reparto
Patxi Andión como Sr. Haller
José Antonio Rodríguez
Nelson Villagra
Asdrúbal Meléndez 
Gloria Laso como Sra. Haller
Coca Rudolphy
Héctor Noguera
Eliana Vidal
Fernando Gavidia
Herbert Gabaldon
Fernando Birri como Mateo